# Prinsesse Alexandra, lady Ogilvy
Prinsesse Alexandra af Kent, den ærede lady Ogilvy, KG, GCVO, (Alexandra Helen Elizabeth Olga Christabel; født 25. december 1936) er en britisk prinsesse og medlem af den britiske kongefamilie.
Hun er den yngste af dronning Marys og kong Georg 5. af Storbritanniens tre sønnedøtre. Desuden er hun dronning Elizabeth 2. af Storbritanniens eneste kusine på fædrene side.

## Biografi
Prinsesse Alexandra blev født juledag 1936 på Belgrave Square i London som det andet barn og ældste datter af Prins George, hertug af Kent og Prinsesse Marina af Grækenland og Danmark. Begge hendes forældre var oldebørn af kong Christian 9. af Danmark.
I 1963 blev prinsesse Alexandra gift med den ærede hr. Angus Ogilvy KCVO, PC (1928 – 2004), der var den næstældste søn af David Ogilvy, 12. jarl af Airlie (1893 – 1968). Man skønner, at 200 millioner seere fulgte det TV transmitterede bryllup, der fandt sted i Westminster Abbey. 
Efter brylluppet lejede Angus Ogilvy Thatched House Lodge i Richmond Park for en periode på 150 år. Her voksede parrets to børn op, og prinsesse Alexandra disponerer stadig over huset. Hun har også en lejlighed på St. James's Palace i London.

## Titler
- 25. december 1936 – 24. april 1963: Hendes kongelige højhed prinsesse Alexandra af Kent
- 24. april 1963 – 31. december 1988: Hendes kongelige højhed prinsesse Alexandra, Den Ærede fru Angus Ogilvy
- 31. december 1988 – nu: Hendes kongelige højhed prinsesse Alexandra, Den Ærede Lady Ogilvy

Hendes fulde titel er: Hendes kongelige højhed prinsesse Alexandra Helen Elizabeth Olga Christabel, Den Ærede Lady Ogilvy, Kongelig Lady af Hosebåndsordenen, Dame Storkors af den Kongelige Victorianske Orden.
Hr. Angus Ogilvy var borgerligt født, (som en yngre søn af en jarl havde han dog høflighedstiltalen: Den ærede). Derfor var prinsesse Alexandra kendt som Den ærede fru Angus Ogilvy i første 25 år af sit ægteskab. 
Den 31. december 1988 blev Angus Ogilvy Knight Commander af den Kongelige Victorianske Orden, og han blev derefter tituleret som Sir Angus Ogilvy, mens prinsesse Alexandra blev tituleret som Lady Ogilvy.
I 1997 blev Angus Ogilvy medlem af statsrådet med rang som viceminister. Hans titel blev: The Right Honourable (den meget ærede) Sir Angus Ogilvy. Britiske ministres ægtefæller bruger ikke regeringstitler, og prinsesse Alexandra fik ikke titlen meget æret. 
På sin 24 års fødselsdag (25. december 1960) fik prinsesse Alexandra tildelt ordenen Dame Storkors af den Kongelige Victorianske Orden. Prinsesse rangerer højere end Dame, og Alexandra bruger ikke Dame i sin korte titel. 
I 2003 blev prinsesse Alexandra optaget i Hosebåndsordenen med titlen: kongelig lady af Hosebåndsordenen. Alexandra var både kongelig og lady i forvejen, og hun bruger ikke kongelig lady i sin korte titel.